# Les Témoins (série télévisée)
Pour les articles homonymes, voir Les Témoins.
Les Témoins est une série policière française en quatorze épisodes de 52 minutes créée par Marc Herpoux et Hervé Hadmar et diffusée entre le 18 mars 2015 et le 5 avril 2017 sur France 2.
En Belgique, la série est diffusée depuis le 22 novembre 2014 sur La Une (francophone) et depuis le 29 août 2015 sur Canvas (néerlandophone), et au Québec, à partir de novembre 2015 sur AddikTV.
Il s'agit de la quatrième collaboration entre Hervé Hadmar et Marc Herpoux sur une série télévisée après Les Oubliées en 2008, Pigalle, la nuit en 2009 et Signature en 2011.

## Synopsis
Saison 1

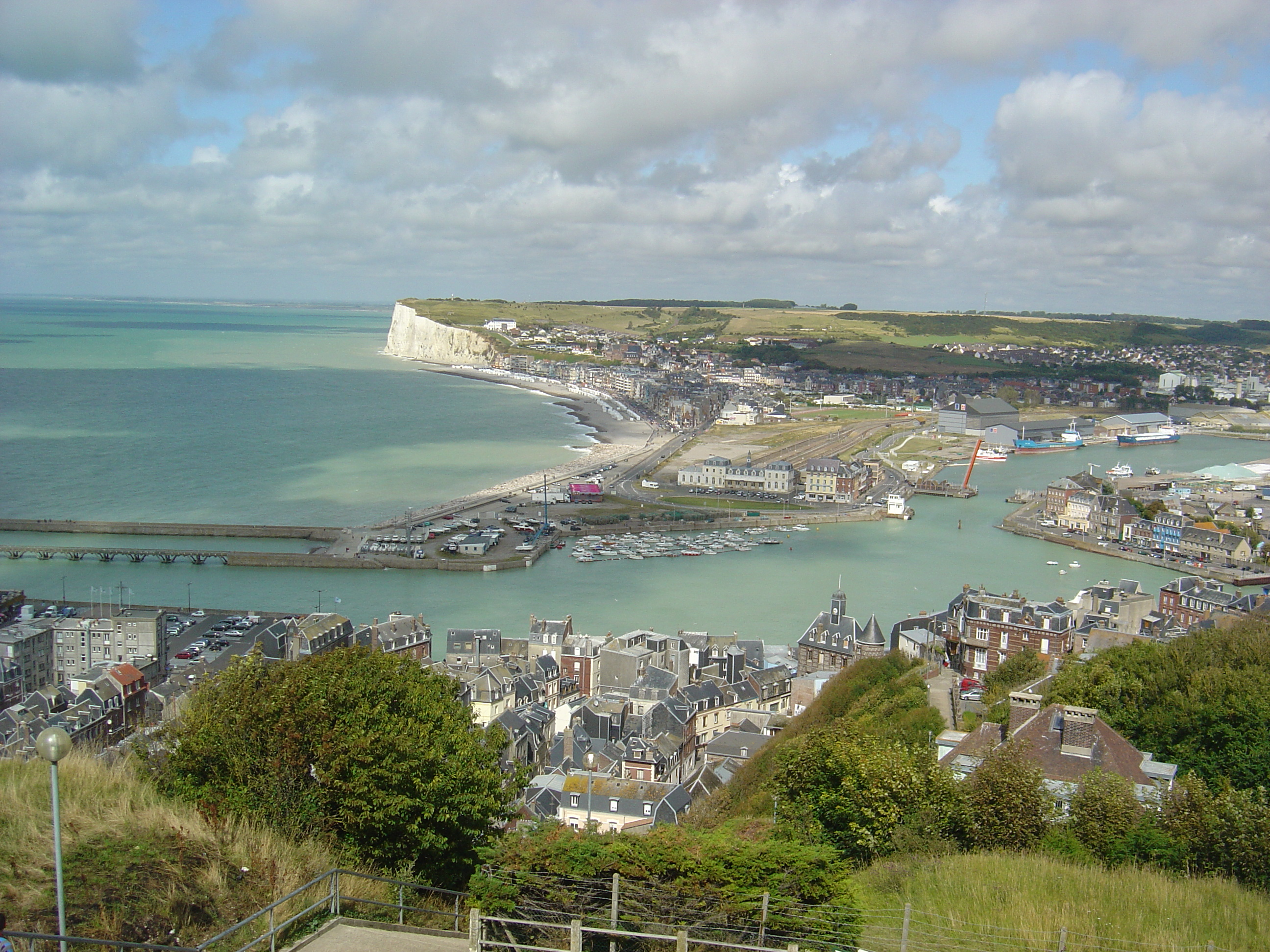
Le Tréport.

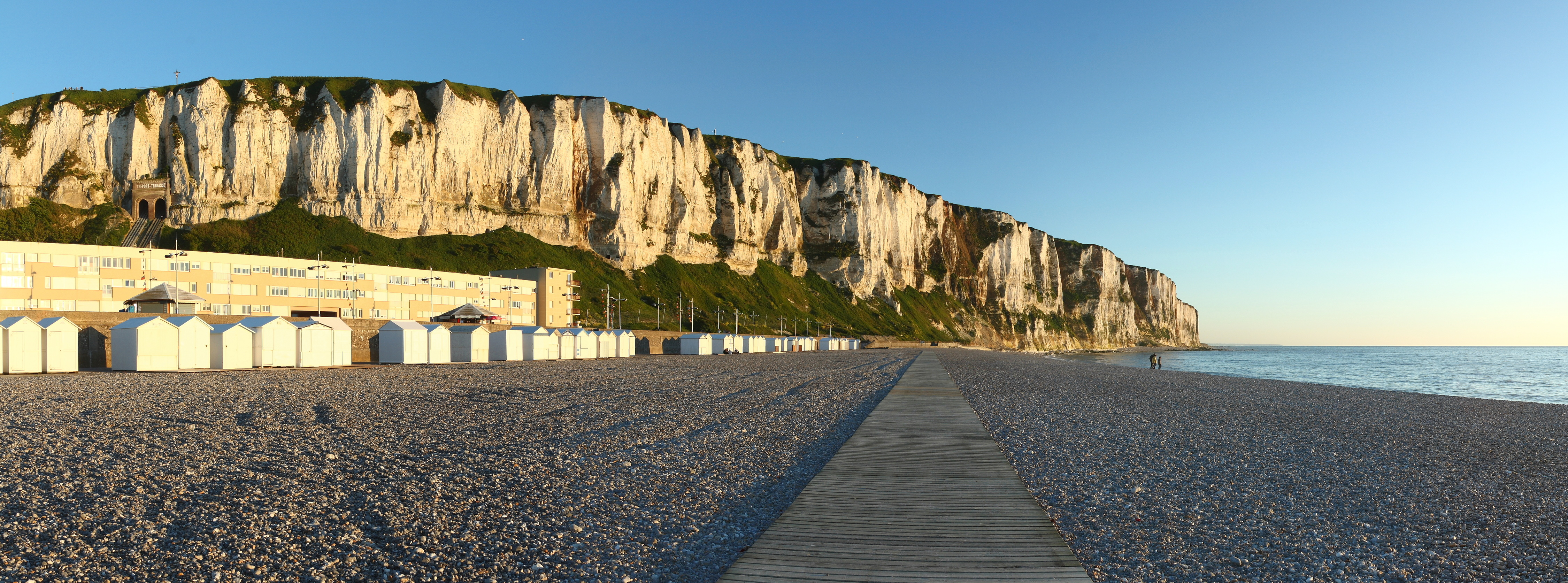
Falaises de craie du Tréport.

Au Tréport, en Haute-Normandie, des tombes sont profanées. Les six corps déterrés sont méticuleusement disposés dans deux maisons-témoins, de façon à former une nouvelle famille : à chaque fois une femme, un homme et une adolescente qui ne se connaissaient pas. Le lieutenant Sandra Winckler, jeune flic chargé de l'enquête, découvre au milieu de la deuxième scène de crime la photographie de Paul Maisonneuve, ancien policier et légende de la PJ de Lille. Les deux flics s'unissent pour trouver le fin mot de l'histoire.
Saison 2
Quinze hommes sont retrouvés morts, congelés, assis dans un bus. Ils ont pour point commun Catherine Keemer, une femme amnésique qui a eu une histoire avec chacun d'entre eux.

## Distribution

### Personnages récurrents
- Marie Dompnier : Lieutenant Sandra Winckler, jeune policière
- Jan Hammenecker : Justin, policier
- Mehdi Nebbou (saison 1) puis Guillaume Durieux (saison 2) : Éric, compagnon de Sandra Winckler

### Saison 1
- Thierry Lhermitte : Paul Maisonneuve, ancien policier de la PJ de Lille
- Laurent Lucas : Kaz Gorbier
- Thomas Doret : Jérémie Gorbier, fils de Kaz Gorbier
- Catherine Mouchet : Maxine Dubreuil, dite Max, commissaire de police
- Roxane Duran : Laura, serveuse
- Laurent Delbecque : Thomas Maisonneuve, fils de Paul Maisonneuve
- Frédéric Bouraly : Philippe, patron du casino
- Carine Bouquillon : Mme Gorbier, ex-femme de Kaz Gorbier
- Maryne Bertieaux : Caroline Laplace
- Éric Paul : Henri Norbert, patron d'une entreprise de BTP et ami de Paul Maisonneuve
- Joël Ravon : Damien, ami de Paul Maisonneuve

### Saison 2
- Audrey Fleurot : Catherine Keemer
- Judith Henry : Maxine Dubreuil, dite Max, commissaire de police (reprise du rôle tenu par Catherine Mouchet dans la saison 1)
- Steve Driesen : Olivier Keemer
- Yannick Choirat : Geir Jansen
- Anne Benoît : Christiane Varène
- Dominique Bettenfeld : Martin Souriau
- Alexandre Carrière : Fred
- Séverine Vincent : Audrey Solange
- Héloïse Dugas : Louise Keemer

## Production

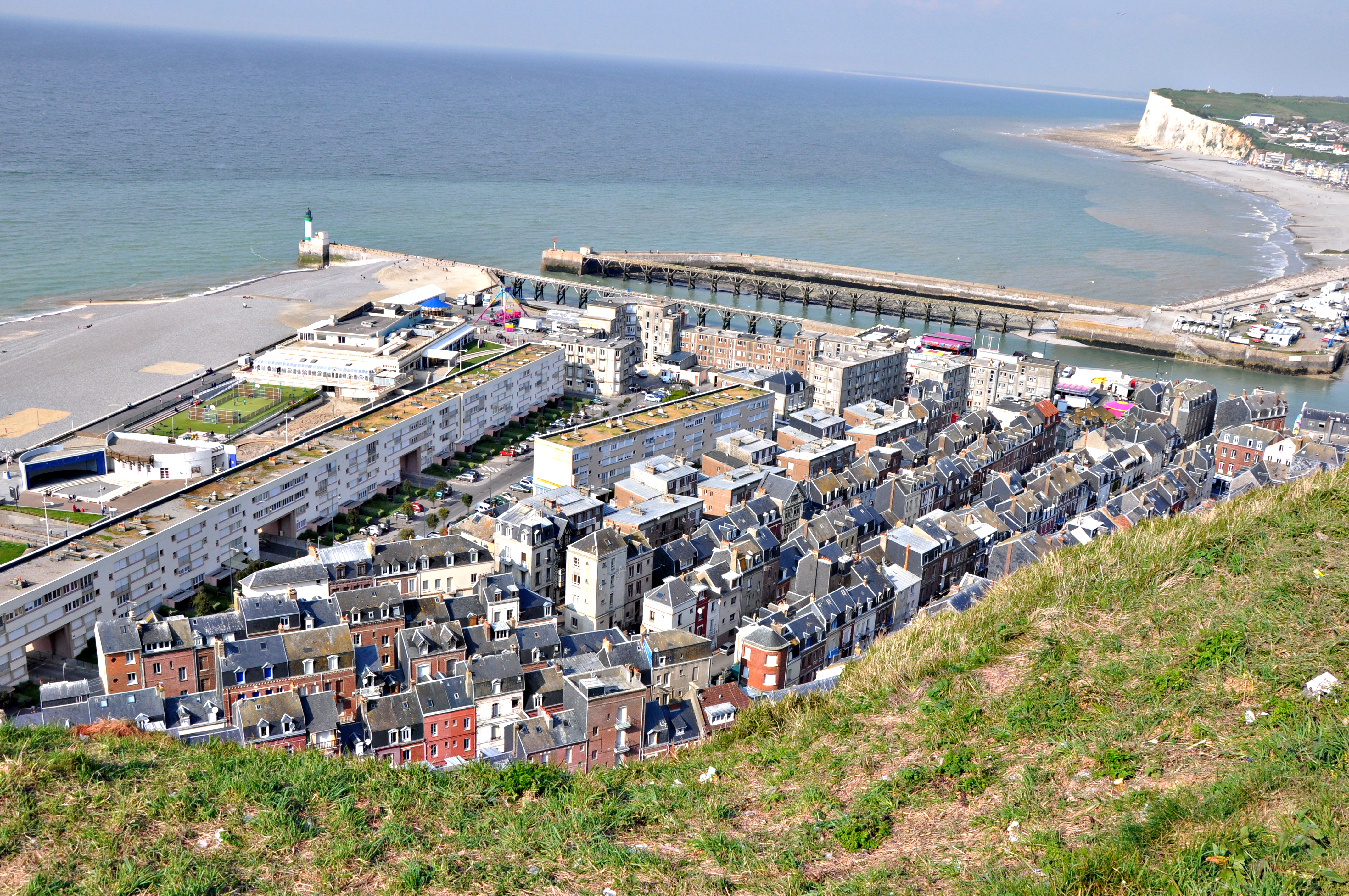
Vue d'un quartier du Tréport.

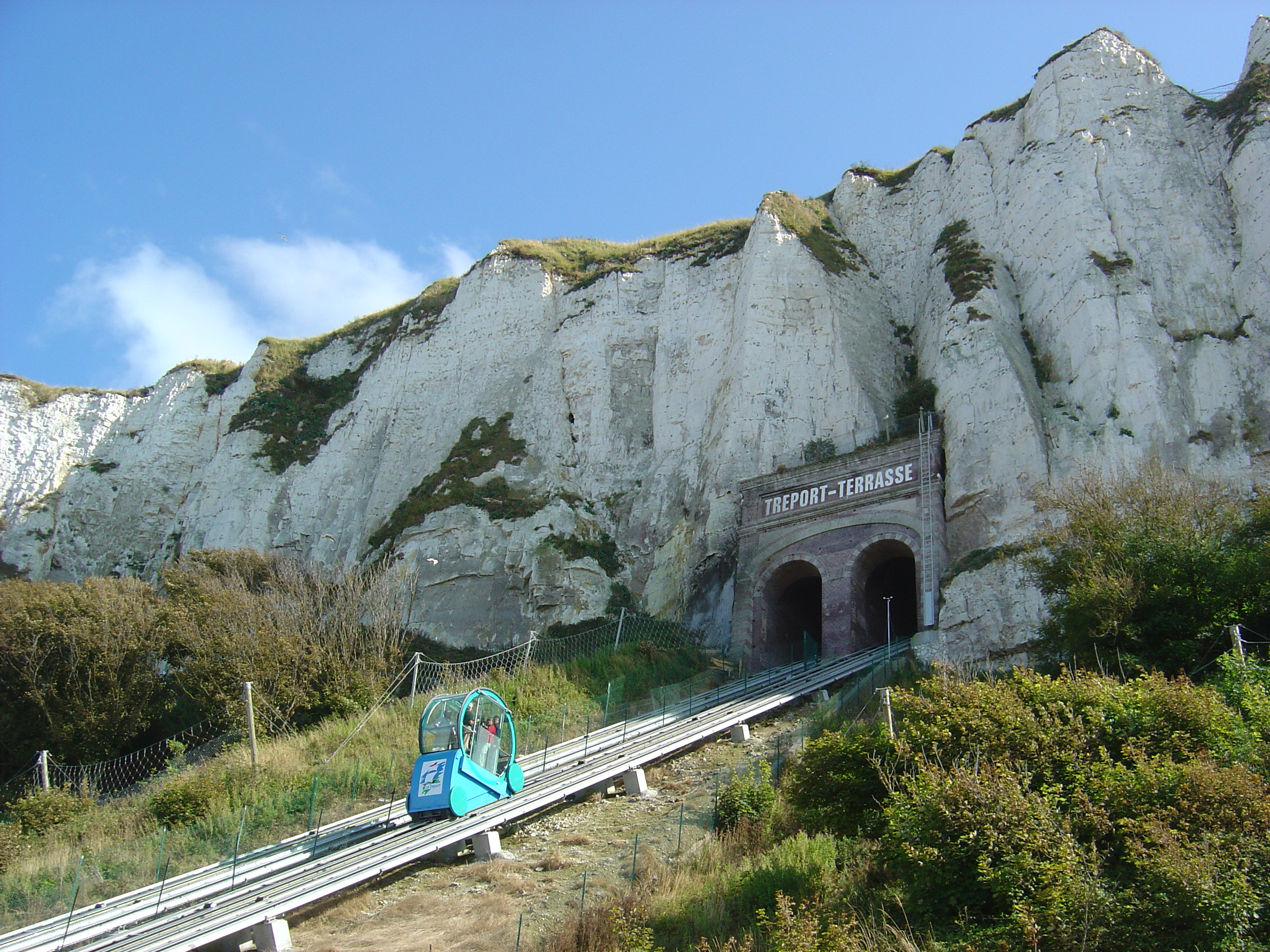
Funiculaire du Tréport.

### Développement
En 2008, Hervé Hadmar et Marc Herpoux créent la mini-série Les Oubliées pour France 3. Elle met en scène Jacques Gamblin dans le rôle d'un gendarme enquêtant dans le nord de la France. Après avoir fait un détour avec Pigalle, la nuit en 2009 et Signature en 2011, les deux compères retrouvent le nord de la France en créant la série Les Témoins. Les créateurs choisissent Thierry Lhermitte pour le rôle du vieux flic, cherchant à utiliser une figure célèbre à contre-emploi. Afin de coller au duo de personnages star de la police / nouvelle venue, les créateurs recherchent une actrice inconnue du public, Marie Dompnier, pour jouer aux côtés de la « star » Thierry Lhermitte.
L'idée d'utiliser Le Tréport vient à Hervé Hadmar alors qu'il y est en week-end romantique avec sa femme. Il y associe immédiatement les maisons-témoins, qui l'angoissaient lors de son enfance, et appelle Marc Herpoux. Son idée est de faire un The Killing à la française.
Le budget de la première saison est de 7 millions d'euros pour 78 jours de tournage.
En octobre 2014, la société de distribution NeweN Distribution, filiale de Telfrance, annonce avoir vendu la série à Channel 4, une chaîne britannique. C'est la première fois depuis 20 ans qu’une série de France Télévisions sera diffusée au Royaume-Uni. Les droits d'adaptation pour un remake sont en négociation avec les États-Unis.
En février 2015, un site officiel de la série est mis en ligne, truffé d'indices permettant de découvrir le premier épisode en avant-première. Une chasse au trésor sur internet est également créée.
Avant même la diffusion, une deuxième saison est en cours d'écriture pour limiter le temps d'attente pour les téléspectateurs en cas de renouvellement. Le personnage de Marie Dompnier (Sandra Winckler) serait de retour sans celui de Thierry Lhermitte, et serait épaulé cette fois-ci par une actrice déjà choisie mais dont le nom n'a pas été révélé. Le personnage de Jan Hammenecker (Justin) devrait également revenir dans cette salve de huit épisodes. En mars 2016, il est annoncé qu'Audrey Fleurot sera la nouvelle partenaire de Marie Dompnier dans la seconde saison.

### Tournage
Le tournage de la première saison a lieu de mi-décembre 2013 à avril 2014 dans le département du Nord, en région Nord-Pas-de-Calais, notamment dans les villes de Douai, Dunkerque, ainsi que dans Le Tréport, lieu de l'action situé en Seine-Maritime en région Normandie. Des scènes sont tournées au cimetière de Mons-en-Pévèle et au Mérignies Golf, situé sur la commune de Mérignies. Le tournage s'achève en avril 2014, pendant deux semaines, dans la Banque de France d'Armentières transformée en commissariat de police. Les équipes techniques sont basées au café La Dondaine dans la commune de Marchiennes (Nord). Dans le second épisode de la saison 1, la scène dans une prison a été tournée à la prison de Loos-lez-Lille (construite au XIXe siècle, fermée en 2011 et travaux de destruction commencés en 2016).
Le tournage de la seconde saison a débuté le 28 mars 2016 au Mont-Saint-Michel et ses environs, à la mairie d'Avranches notamment, avant de rejoindre Lille et la Côte d'Opale. Les scènes à l'hôpital ont été tournées au Centre Hospitalier de Tourcoing[réf. nécessaire].

### Musique
Le titre du générique est We don't die de Tricky, avec la participation de Francesca Belmonte.

### Fiche technique
- Titre original : Les Témoins
- Création : Hervé Hadmar et Marc Herpoux
- Réalisation : Hervé Hadmar
- Scénario : Hervé Hadmar et Marc Herpoux
- Décors : Hervé Leblanc
- Costumes : Marie Jagou
- Photographie : Jean-Max Bernard
- Montage : Aurique Delannoy, Emmanuele Labbe et Diane Login
- Musique : Éric Demarsan
- Casting : Okinawa Guerard
- Production : Fabienne Servan-Schreiber et Jean-Pierre Fayet
- Sociétés de production : Cinétévé, Pictanovo, avec la participation de France Télévisions
- Sociétés de distribution : France 2 (France), Newen Distribution (international)
- Budget : 7 millions d'euros (saison 1)
- Pays d'origine :  France
- Langue originale : Français
- Format : couleur - 16:9 - HD
- Genre : Série policière
- Durée : 52 minutes

### Diffusion internationale
En février 2015, la série est diffusée dans une dizaine de pays, dont,, :
- Allemagne
- Australie : SBS One (en), depuis le 4 mars 2015 sous le titre Witnesses[15]
- Belgique : La Une, depuis le 22 novembre 2014 ; Canvas depuis le 29 août 2015
- Espagne : Cuatro, depuis le 31 octobre 2016 sous le titre Los desenterrados de Le Tréport
- Argentine : Europa europa, depuis le 14 mars 2017 sous le titre Los desenterrados[16]
- Norvège
- Pays-Bas
- Pologne
- Royaume-Uni : BBC 4
- Suède

## Épisodes

### Première saison (2015)
La première saison est diffusée les mercredis du 18 mars au 1er avril 2015. Les six épisodes, sans titre, sont numérotés de un à six.

### Seconde saison (2017)
Cette seconde saison de huit épisodes a été diffusée du 15 mars au 5 avril 2017 sur France 2, et au Royaume-Uni, sous-titrée, du 25 novembre au 16 décembre 2017 sur BBC Four.

## Univers de la série

### Personnages
Paul Maisonneuve
Ancien commissaire de police et légende de la PJ de Lille, il a à son compte plus de 200 arrestations. Sa femme est morte trois ans plus tôt, et il a un grave « accident » de voiture huit mois plus tard, le plongeant dans le coma pour deux semaines. À son réveil, il n'est pas sûr de pouvoir remarcher, il y arrive de nouveau en s'aidant d'une canne. Retiré de la police, il vit volontairement reclus dans un centre de rééducation au milieu de ses souvenirs, refusant toute visite même de son fils. Cette affaire l'oblige à reprendre du service et à affronter ses démons.
Sandra Winckler
Jeune lieutenant de police, elle est nouvelle sur le terrain. Elle est mère d'une petite fille de 7 ans et vit avec son compagnon Éric. Elle montre de véritables qualités d'enquêtrice de terrain. Lors de ses études, elle a eu comme formateur Paul Maisonneuve avec qui elle s'est fortement disputée à propos de son discours misogyne. Atteinte de trouble obsessionnel compulsif (TOC)[réf. nécessaire], concernant l'ordre et la propreté, elle est à la recherche d'une famille idéale dans une maison idéale.
Justin
Flic du Nord sympathique, il est l'incarnation du bon camarade. Sa femme l'a quitté pour des cieux plus ensoleillés, emportant avec elle son fils. Ami de Paul Maisonneuve, il est heureux du retour aux affaires de ce dernier.
Kaz Gorbier
Dentiste respecté de ses pairs, marié et père d'un fils, il s'avère mener une tout autre vie la nuit. Il peint son visage en blanc tel un clown triste pour partir chasser des jeunes filles de moins de 18 ans, les violer puis les tuer. Paul Maisonneuve finit par arrêter et envoyer ce « loup parmi les loups » en prison. Il meurt dans l'incendie de la prison quatre mois plus tôt. Ou tout du moins c'est ce que tout le monde croyait.

## Accueil

### Audiences
La première saison attire en moyenne 4,34 millions de téléspectateurs, soit 17,4 % de part d'audience. Entre le premier épisode (5,31 millions de téléspectateurs à 20 h 55) et le dernier (3,91 millions de téléspectateurs à 21 h 50), 1,4 million de personnes ont quitté la série.
À l'occasion du lancement de la série le mercredi 18 mars 2015, les deux premiers épisodes ont réuni plus de 5,05 millions de téléspectateurs en moyenne, soit 20,6 % du public, permettant à France 2 de se placer en tête des audiences de la soirée, devant la nouvelle saison des Experts sur TF1. Les deux épisodes suivants attirent en moyenne 3,94 millions de téléspectateurs, soit 15,9 % de l'audience, subissant une baisse de 1,11 million de téléspectateurs et recalant le programme à la deuxième position. Les deux derniers épisodes sont suivis par une moyenne de 4,03 millions de téléspectateurs, soit 15,7 % de part d'audience, en hausse de 90 000 téléspectateurs.

### Réception critique
Pour Pierre Langlais, de Télérama, la série rappelle les séries noires nordiques. Elle commence comme un bon polar, respectant les codes du genre, avant de glisser lentement vers le thriller psychologique et de quitter le réalisme pur. Les plans larges, bien cadrés, aux travellings fluides, ainsi que l'obscurité et la pluie incessante créent une certaine atmosphère. Thierry Lhermitte se révèle très bon dans ce rôle à contre-emploi, tout comme Marie Dompnier, comédienne méconnue mais très convaincante.
Pour Pierre Serisier, de Le Monde, c'est un thriller réussi. La série ne se perd pas dans des intrigues secondaires inutiles, préférant se concentrer sur l'évolution des relations entre les personnages et l'enquête. « Classique et fidèle aux canons de la série policière », elle se savoure comme un bon polar.
Sur Twitter, la série est plutôt bien appréciée par les téléspectateurs.

## Distinctions

### Récompenses
- Festival international des programmes audiovisuels de Biarritz 2015 : FIPA d’or interprétation féminine pour Marie Dompnier

## Produits dérivés

### Sortie DVD et Blu-ray
En France, la saison 1 est éditée par Koba Films en DVD et Blu-ray et distribuée par Warner Home Video France, avec une date de sortie prévue le 25 mars 2015.
En France, la saison 2 est éditée par Koba Films en DVD et distribuée par Warner Home Video France, avec une date de sortie prévue le 26 avril 2017
En France, un coffret regroupant les saisons 1 et 2 est aussi édité par Koba Films en DVD et distribué par Warner Home Video France, avec une date de sortie prévue le 26 avril 2017